# Xanthia virescens
Xanthia virescens là một loài bướm đêm trong họ Noctuidae.